# Delski savez
Delski savez bio je ofenzivni i obrambeni savez drevnog grčkog polisa, čiji je hegemon bila Atena.
Savez je nastao na kraju grčko-perzijskih ratova oko 478. pr. Kr. Bio je namijenjen je obrani grčkih gradova od Perzije. Nakon početka Peloponeskog rata (431. – 404. pr. Kr.), Sparta je postala neprijateljem Saveza.
Delski savez je s vremenom postao osnova atenskog pomorskog carstva. Svaki je član trebao platiti godišnji doprinos (foros) ili osigurati brodove u zamjenu za sigurnosna jamstva. Financirale su se ratne kampanje, a tijekom godina Atena je počela trošiti taj novac na povećanje svoje vojne moći.
U početku je Delski savez vodila Saveznička skupština, čiji su se sastanci održavali na otoku Delos, gdje se također nalazila zajednička blagajna. Kasnije je Delski savez potpuno podlegao hegemoniji Atene, koja je strogo kažnjavala članove koji su pokušavali voditi vlastitu politiku ili napustiti Savez. Godine 454. pr. Kr. riznica je premještena u Atenu, a taj se datum uzima kao datum pretvorbe Saveza u Atensko Carstvo. Sredinom 5. stoljeća pr. Kr. bilo je oko 200 članova.
Tijekom Peloponeskog rata sve se više članova Delskoga saveza pobunilo protiv hegemonije Atene. Savez se potpuno raspao, nakon što je Atena izgubila u Peloponeskom ratu.
Nakon završetka rata, kada je vladavina Sparte teško pogodila bivše atenske saveznike, uspostavljen je 378. pr. Kr. drugi savez. Imao je manje članova nego prvi - oko 70. Ovaj se put Atena morala obvezati odustati od hegemonske politike. Na snazi je bilo načelo nemiješanja u unutarnje stvari, a sporove je rješavala Generalna skupština, sastavljena od predstavnika polisa.
Nesporazumi u novom odnosu i pad moći Sparte rezultirali su padom njezine važnosti i jačanjem položaja Makedonije, a konačno i raspadom.